# Metropolie Derkoi
Metropolie Derkoi je jedna z metropolií Konstantinopolského patriarchátu, nacházející se na území Turecka.

## Historie
Derkoi ztotožnitelné s Durusu (Terkos) v dnešním Turecku se datuje do klasického starověku.
Pravděpodobná existence diecéze (eparchie) je datována do 5. století, kde je zmíněna diecéze Derkos a Chele. Od počátku 6. století bylo sídlo spojováno s monofyzitismem.
První oficiální zmínka o sídlu a o biskupu tohoto sídla pochází z roku 787, při příležitosti Prvního nikajského koncilu.
Na přelomu 8. a 9. století byla diecéze povýšena na arcidiecézi. Kolem roku 1380 bylo sídlo povýšeno na metropolitní.

## Současnost
Sídlem metropolitů je Tarabya, kde se nachází katedrála sv. Paraskevy. Současným metropolitou je Apostolos (Daniilidis).
Současný titul metropolitů je; Metropolita Derkoi, exarcha Bosporu, Thrákie a Cyanea.
Pod metropolii patří pět chrámů;
- Chrám svaté Paraskevy (Tarabya)
- Chrám svaté Paraskevy (Büyükdere)
- Chrám svatého Jana (Yeni-Mahalle)
- Chrám svatého Jiří (Bakırköy)
- Chrám svatého Štěpána (Yeşilköy)